# Весёлый (Каменномостское сельское поселение)
Весёлый — хутор в Майкопском муниципальном районе Республики Адыгея России.
Входит в состав Каменномостского сельского поселения.

## Население
| 2002 | 2010 | 2013 | 2014 | 2015 | 2016 | 2017 |
| ---- | ---- | ---- | ---- | ---- | ---- | ---- |
| 78   | ↘15  | ↘10  | →10  | ↗11  | ↘10  | →10  |
| 2018 | 2019 | 2020 | 2021 | 2023 | 2024 |      |
| →10  | ↗14  | ↗18  | ↗32  | ↗36  | ↗38  |      |

Согласно результатам переписи 2002 года, в национальной структуре населения русские составляли 99 %.

По данным Всероссийской переписи населения 2021 года:
| Народ      | Численность, чел. | Доля от всего населения, % |
| ---------- | ----------------- | -------------------------- |
| русские    | 31                | 96,88 %                    |
| не указано | 1                 | 3,12 %                     |
| всего      | 32                | 100,0 %                    |

## Улицы
| - Белинского, - Верхняя, - Выгонная, - Глухой, - Горная, - Дачная, - Короткая, - Лермонтова, | - Лесная, - Некрасова, - Низовая, - Осенняя, - Партизанская, - Пенсионная, - Садовая. |